# 약속의 땅 (1982년 영화)
약속의 땅은 한국에서 제작된 곽영범 감독의 1982년 드라마 영화이다. 유지인 등이 주연으로 출연하였다.

## 출연

### 주연
- 유지인
- 김흥기
- 정동환
- 김미숙
- 신구
- 강부자